# Torre di Sant'Angelo
La torre di Sant'Angelo è il campanile della chiesa di San Michele Arcangelo di Circello, chiesa che non è più esistente. Alla torre è annesso un edificio che fu un monastero collegato al luogo di culto; in seguito sono stati reimpiegati entrambi come abitazioni civili. La torre presenta sculture altomedievali riutilizzate all'interno della muratura.

## Storia

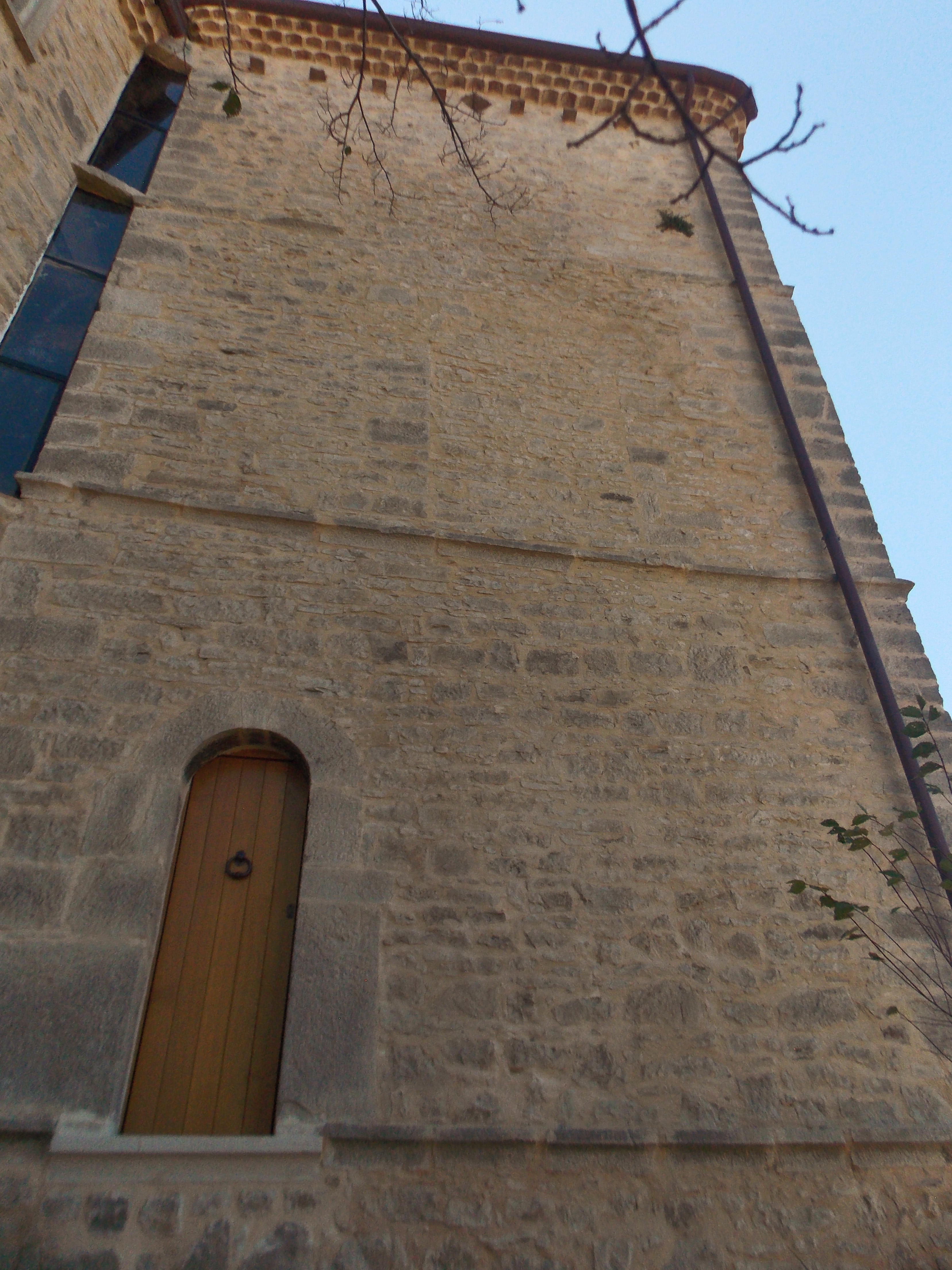
Il lato ovest con la porta d'ingresso

Le fasi costruttive del complesso possono essere dedotte, in parte, dalle epigrafi e dai rilievi scolpiti su alcuni dei blocchi utilizzati nella torre. La dedica all'arcangelo Michele fa pensare ad un'origine in età longobarda: questa pare suggerita anche da una figura di angelo scolpita in un blocco angolare sulla faccia orientale.
Più concretamente, sullo stesso lato è anche un'iscrizione in carattere epigrafico: ANI DNI MCCLXXII PBR MARTIN' [...] FECIT FIERI: cioè un prete di nome Martino fece costruire la torre, o anche la chiesa, nel 1272.
Sul lato opposto, però, lo stipite della porta d'ingresso reca un'ulteriore iscrizione con una data A.D. MCCC[...], ragion per cui si può pensare che il campanile esistente attualmente sia in realtà una ricostruzione, avvenuta in seguito al terremoto del 1456.
Il terremoto del Sannio del 1688 danneggiò gravemente la chiesa di San Michele, all'epoca chiesa arcipretale: il cardinale Vincenzo Maria Orsini la sconsacrò nel 1690 e non fu ricostruita in seguito.

## Descrizione

Il rilievo con un angelo

La torre sporge dal fronte dello ex monastero. Costruiti in pietra calcarea locale, insieme delimitano il ciglio di un costone roccioso. Il campanile ha una semplice forma squadrata, da cui emergono due sculture altomedievali. Oltre a quella dell'angioletto sopra menzionata, murato alla base della stessa facciata si trova anche un blocco, alto circa un metro, su cui è scolpita una curiosa figura umana.

### Il blocco con figura umana

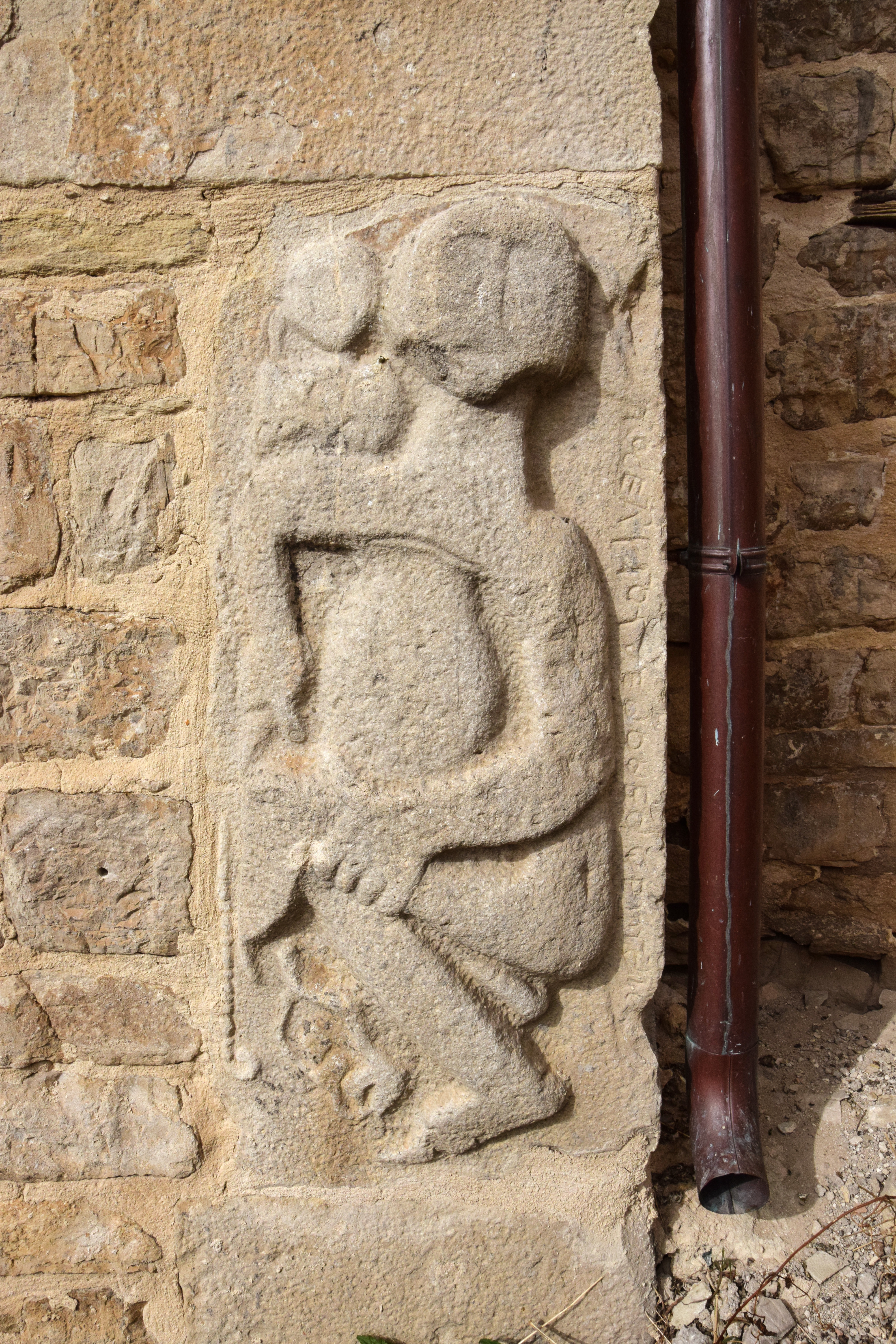
Il rilievo con figura umana alla base del campanile

Il soggetto sul blocco alla base della torre, dal significato ignoto, si trova in una posa contorta: leggermente abbassato, poggia il piede destro a terra e accavalla l'altra gamba, reggendola con la mano sinistra. Ha un vaso in grembo, dalle sue spalle emerge una figura più piccola, mentre altri elementi rimangono indecifrabili: qualcosa simile ad artigli o arnesi sbuca sotto le gambe, un oggetto si trova fra di esse ed un altro è retto con la mano destra. Sulla sinistra appare un bastone, scolpito con un'alternanza di fuseruole e perline.
Lo storico dell'arte Mario Rotili datò la figura al VII secolo-VIII secolo in base alla decorazione del bastone e perché attribuì la sua provenienza alla città dei Liguri Bebiani, che sorgeva sul luogo dell'attuale Macchia di Circello e fu distrutta appunto in quel periodo dai Saraceni. Rotili diede enorme rilievo a questa scultura nel panorama artistico dell'Alto Medioevo europeo per il suo dinamismo, la sua composizione e la sua plasticità non comuni per l'epoca. Non escluse che facesse parte di un'opera più ampia.
Inoltre, Rotili accennò alla possibilità che questa figura conservi il ricordo di alcuni canoni scultorei preromani: questo aspetto fu approfondito da Augusto Cesare Ambrosi, storico di antichità della Lunigiana. Egli ha scartato l'interpretazione della figura alle spalle come un angioletto, come voleva Rotili; ed ha visto nella scultura diversi rimandi, seppur sbiaditi, alla scultura dei Liguri Apuani prima che fossero soggiogati dai Romani, in particolare alle statue-stele più tarde prodotte da tale popolazione. Sarebbero reminiscenze liguri soprattutto la forma del volto, con la T descritta dagli occhi con il naso, il mento che sembra accennare una barba, il collo conico, le clavicole evidenziate. I Liguri Apuani in esilio nel Sannio, a dire di Ambrosi, avrebbero conservato nei secoli dei tratti espressivi che in Lunigiana si persero bruscamente con la romanizzazione.
A destra della scultura si trova una scritta in verticale, da cui si decifra il nome normanno Rogerius. Tale scritta sarebbe stata apposta in occasione di un riutilizzo del blocco, ma l'inserimento di quest'ultimo nella torre di Sant'Angelo è riferibile ad una fase ancora successiva.